# Carybdea xaymacana
Carybdea xaymacana är en nässeldjursart som beskrevs av Conant 1897. Carybdea xaymacana ingår i släktet Carybdea och familjen Carybdeidae. Inga underarter finns listade i Catalogue of Life.

## Bildgalleri

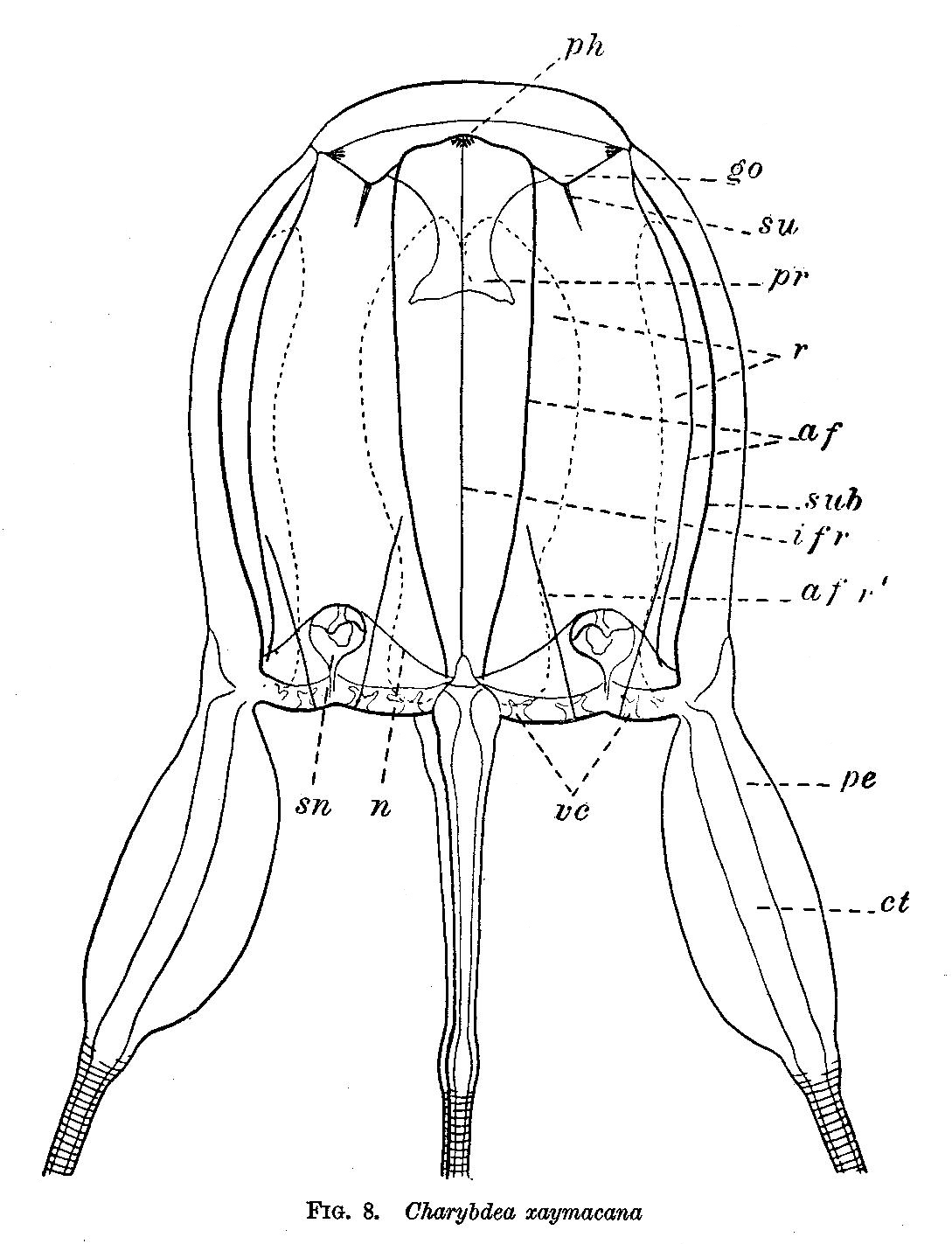